# Pritchardia forbesiana
Espèce
Statut de conservation UICN

 EN A1acd, B1+2d, D : En danger
 (1998 - needs updating) 
Pritchardia forbesiana est une espèce de plantes de la famille des Arecaceae.

## Répartition
Cette espèce est endémique de l'île Maui à Hawaï.